# Quân khu Urumqi
Quân khu Urumqi là một cựu quân khu thuộc Quân Giải phóng Nhân dân Trung Quốc. Quân khu quản lý địa bàn Tân Cương và được đổi tên từ Quân khu Tân Cương thành Quân khu Urumqi năm 1979 và sau đó sáp nhập vào Quân khu Lan Châu vào năm 1985.

## Cựu Tư lệnh
1. Vương Ân Mậu (王恩茂)
2. Long Thư Kim (龙书金)
3. Tào Tư Minh (曹思明)（代）
4. Dương Dũng (杨勇 hậu thế)
5. Lưu Chấn (刘震)
6. Ngô Khắc Hoa (吴克华)
7. Tiêu Toàn Phu (肖全夫)